# Olijfberg
De Olijfberg (Arabisch: جبل الزيتون , Dzjebel ez-Zeytun, Hebreeuws: הר הזיתים , Har HaZeitim) is een bergrug in Oost-Jeruzalem. De bergketen bereikt een hoogte van 827 meter, waarvan de eigenlijke Olijfberg met de Hemelvaartskoepel 809 meter hoog reikt en daarmee 120 meter boven het Kidrondal en ongeveer 65 meter boven de Tempelberg uitsteekt.
De berg dankt zijn naam aan de olijfbomen die op de berg groeien. Aan de voet van de berg ligt Gethsemane, de plaats waar Jezus volgens de christelijke traditie werd overgeleverd aan de Romeinen. De Olijfberg is een locatie waar veel Bijbelse gebeurtenissen zich hebben afgespeeld.
Het laatste Duitse keizerspaar, Wilhelm en Auguste Victoria bezocht de Olijfberg en liet daar een protestantse kerk en een hospitaal bouwen. Voor de ondersteuners was er een Olijfberg-kruis ingesteld.
Gedurende de Jordaanse bezetting van de Westelijke Jordaanoever mochten Joden de Olijfberg niet bezoeken. In deze periode werd de Joodse begraafplaats op de berg grotendeels opgebroken, naar schatting werden in totaal 38.000 grafstenen beschadigd, waaronder die van beroemde personen.

## In de Bijbel
In de Hebreeuwse Bijbel, wordt de Olijfberg twee keer genoemd. De eerste maal ligt hij op de route van Koning David die uit Jeruzalem vlucht voor zijn zoon Absalom. Een tweede maal wordt hij genoemd in de profetieën van Zacharia, als de plaats vanwaar God zal beginnen met het tot leven wekken van alle overledenen aan het einde der tijden. Om deze reden is de Olijfberg altijd een populaire begraafplaats voor Joden uit Jeruzalem geweest. Naar schatting zijn er zo'n 150.000 graven op de Olijfberg, waaronder die van bekende personen zoals Zacharia de profeet, Absalom en een groot aantal rabbijnen. Ook wordt er enkele keren impliciet naar de Olijfberg verwezen.
In het Nieuwe Testament wordt de Olijfberg veelvuldig genoemd. Jezus verbleef vaak op deze berg. Hij ging veel over de weg die over deze berg liep van Jeruzalem naar Bethanië. Volgens Matteüs gebruikte Jezus de Olijfberg als rustplaats en als plaats om zijn leerlingen te onderwijzen. Volgens Lucas was dit ook de berg waar Jezus weende over de stad Jeruzalem.
De Olijfberg heeft vier toppen en is dus eigenlijk een bergrug. Deze bergtoppen zijn, volgens de christelijke uitleg:
1. De Galileïsche top. Deze wordt zo genoemd omdat de engelen hier gestaan zouden hebben toen ze tot de discipelen spraken (zoals beschreven wordt in de Handelingen van de Apostelen);
2. De Hemelvaarts-top. Deze top heet zo omdat dit de plek was vanwaar Jezus naar de Hemel ging;
3. De profetentop. Deze top dankt zijn naam aan de graven van de profeten;
4. De berg van corruptie. Deze top kreeg zijn naam omdat hier Koning Salomo offerplaatsen voor afgoden bouwde voor zijn buitenlandse vrouwen (I Koningen 11:7 en II Koningen 23:13).

## Afbeeldingen

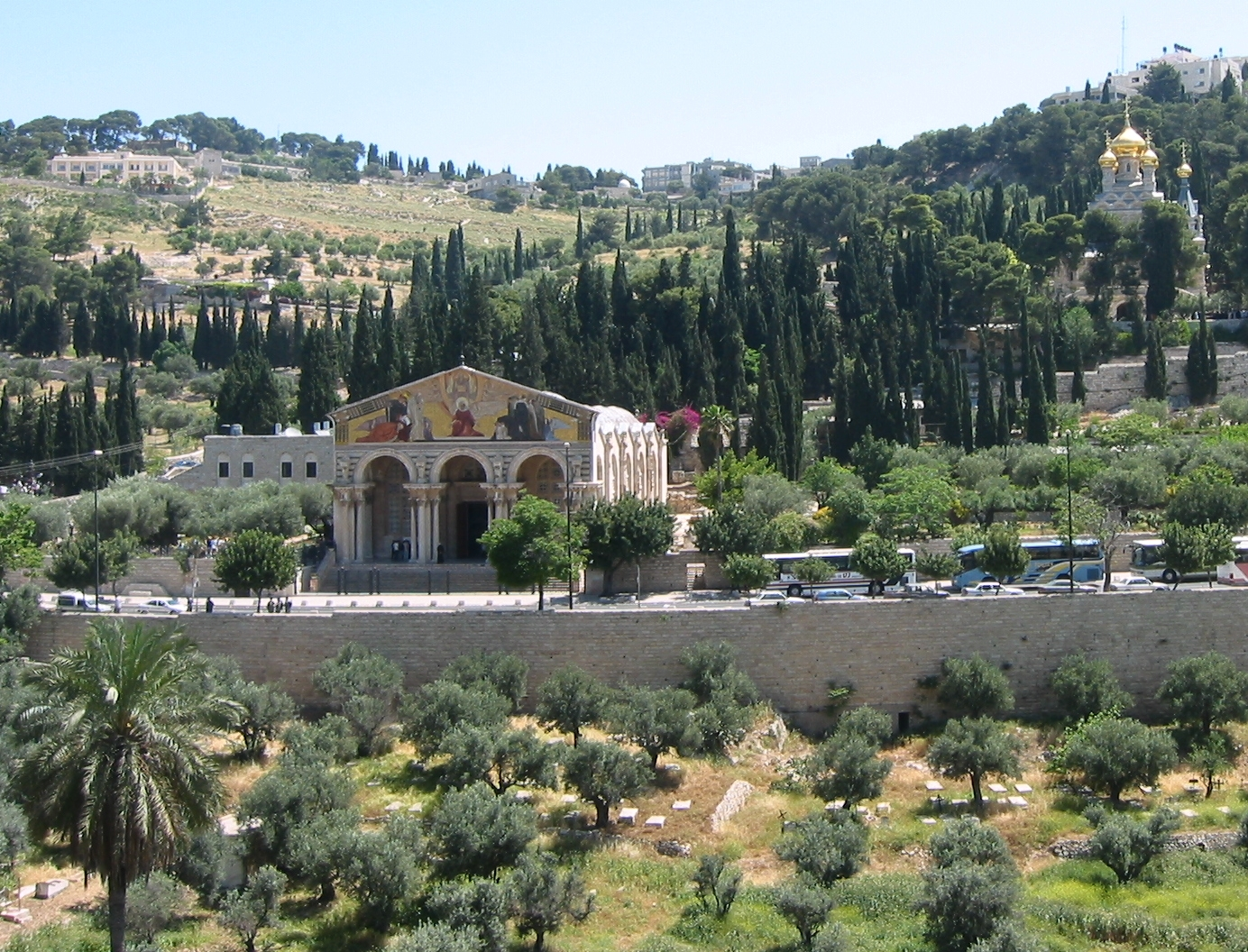
Kerken op de Olijfberg
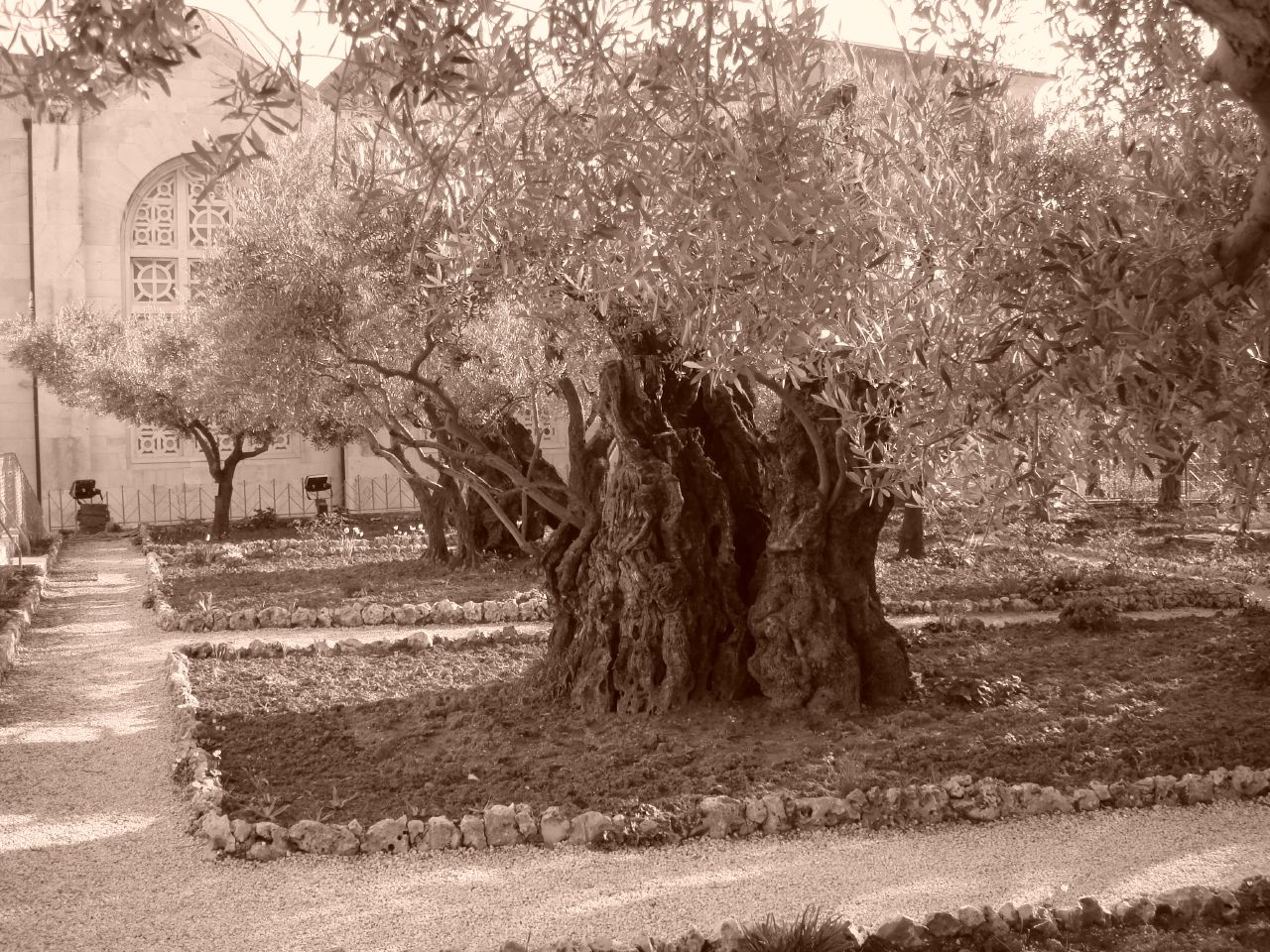
Zeer oude olijfboom
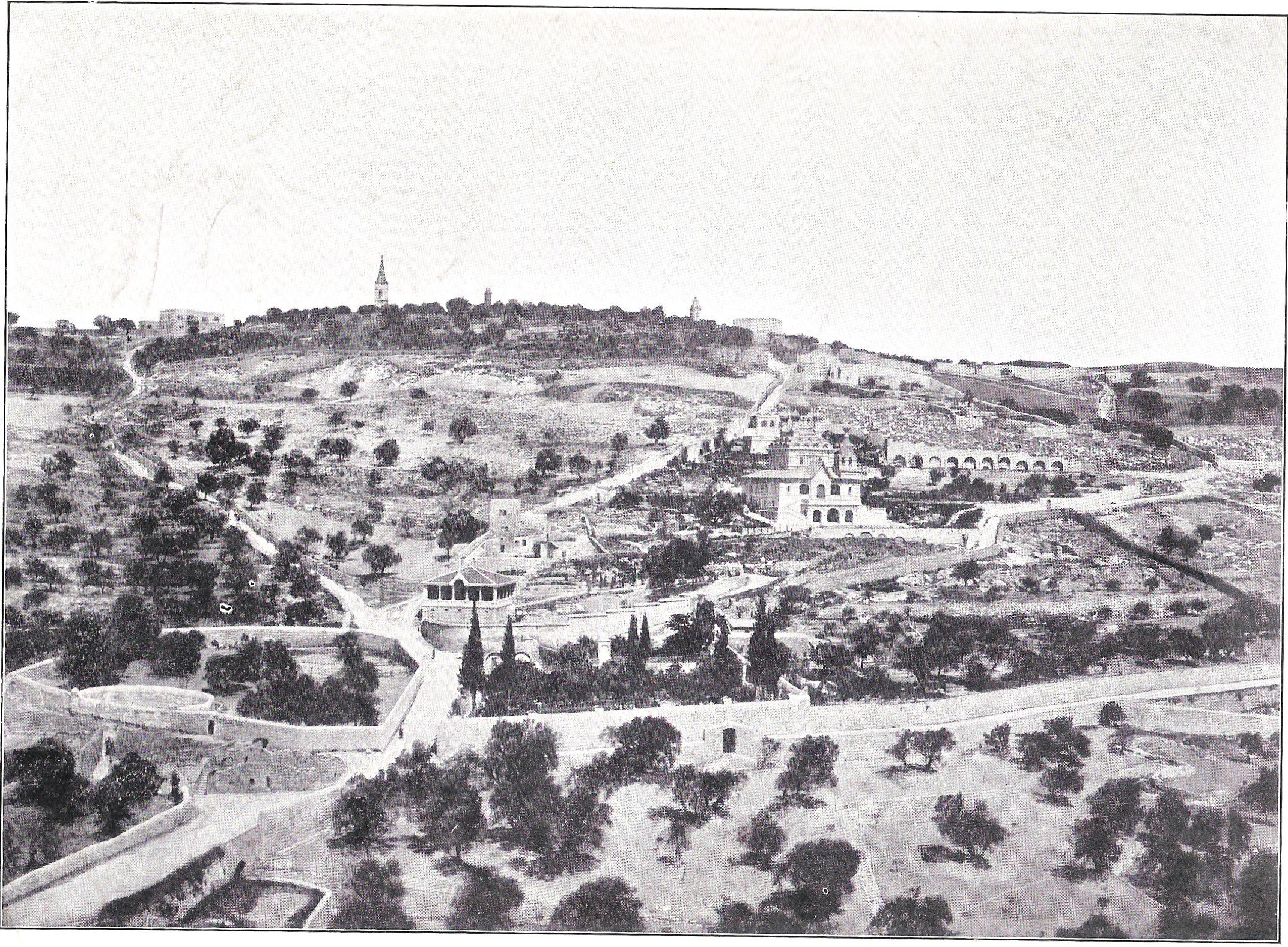
De Olijfberg rond 1900
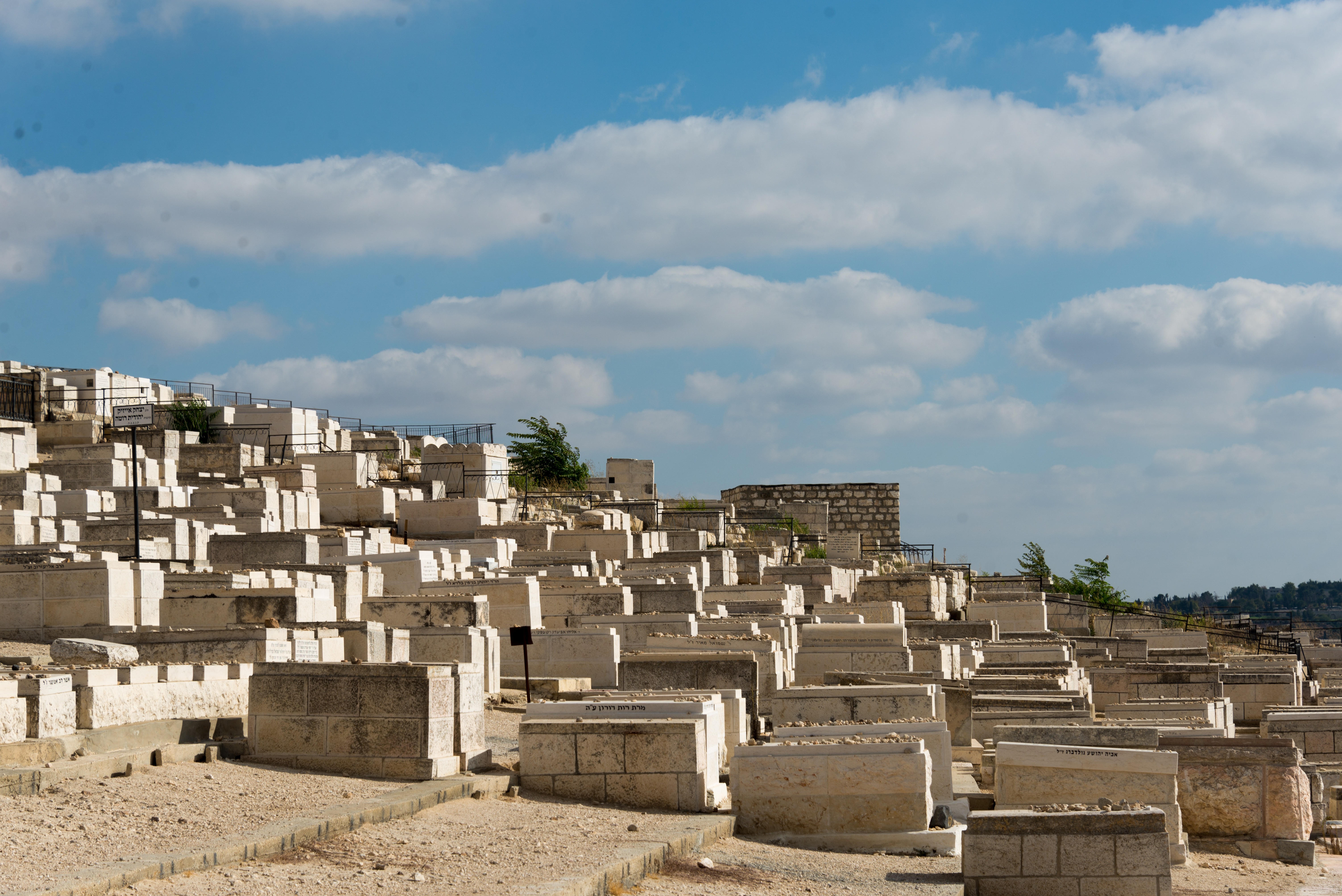
De Joodse begraafplaats op de Olijfberg